# GSC4004-312
GSC4004-312 — хімічно пекулярна зоря спектрального класу A0, що має видиму зоряну величину в смузі V приблизно  9,8.

## Пекулярний хімічний склад
Зоряна атмосфера GSC4004-312 має підвищений вміст 
Si
.